# Memorial dels Treballadors de Seat
El Memorial Democràtic dels Treballadors de Seat és una associació fundada el 2004 per treballadors de l'empresa automobilística SEAT que pretén rescatar de l'oblit les lluites i sacrificis dels treballadors i treballadores de SEAT per a transmetre a les joves generacions els valors que impulsaren el seu compromís personal i col·lectiu. El seu president és Josep Carles Vallejo Calderón. Una de les seves primeres actuacions fou declarar el 18 d'octubre diada dels treballadors i treballadores de la SEAT, en record als fets de 18 d'octubre de 1971, quan els treballadors de SEAT ocuparen la fàbrica en protesta per l'acomiadament d'uns companys.
Des de 2006 també editen una revista. El 2010 va rebre la Creu de Sant Jordi per Per la seva reivindicació del patrimoni industrial i obrer de Catalunya, i també pel suport constant a les iniciatives i polítiques públiques de memòria democràtica.

## Funcions del Memorial
- Conservació: conservació i recopilació de la història oral; col·laboració amb centres de documentació; arxiu de la documentació clandestina; base de dades amb noms i relats autobiogràfics; Museu de SEAT
- Investigació: promoure estudis i programes d'investigació sobre el moviment obrer a SEAT, així com acords amb universitats.
- Difusió: mitjançant publicacions, una pàgina web, seminaris i activitats didàctiques per als treballadors joves de SEAT.
- Commemoració: Promoure homenatges i reconeixements de les persones que han participat en la lluita antifranquista a la SEAT i a la recuperació de les llibertats democràtiques, així com la preservació dels llocs de la memòria (amb plaques i recordatoris)